# Wedemark
Wedemark ist eine Gemeinde in der niedersächsischen Region Hannover, mit dem Verwaltungssitz im Ortsteil Mellendorf. Der Gemeindename bezieht sich auf die historische Landschaftsbezeichnung der Wedemark, weswegen üblicherweise ausschließlich von „der Wedemark“ oder „der Gemeinde Wedemark“ gesprochen wird. Seit 2008 hat die Gemeinde Wedemark auf Beschluss der Landesregierung den Status der selbständigen Gemeinde.

## Geografie

### Lage
Die Gemeinde Wedemark grenzt an Burgwedel, Isernhagen, Langenhagen, Garbsen und Neustadt am Rübenberge (alle Region Hannover) sowie an Lindwedel (Heidekreis) und Wietze (Landkreis Celle) (im Uhrzeigersinn, beginnend im Osten).

### Gemeindegliederung

Karte der Ortsteile der Gemeinde Wedemark

Die Gemeinde Wedemark gliedert sich in die folgenden Ortsteile:
- Abbensen (1007 Einwohner)
- Bennemühlen (338 Einwohner)
  - mit Siedlung Kleiner Ring (Fillerheide)
- Berkhof (1066 Einwohner)
  - mit Plumhof
  - und Sprockhof
  - und Siedlung Steinriede
  - und Siedlung Hoheheide
  - und Weilersiedlung Auf den Raden
- Bissendorf (4921 Einwohner)
- Bissendorf-Wietze (2447 Einwohner)
  - mit Siedlung Wennebostel-Wietze
- Brelingen (2234 Einwohner)
  - mit Weiler Schadehop
  - und Weiler Ohlenbostel
- Duden-Rodenbostel (117 Einwohner)
  - Dudenbostel
  - und Rodenbostel
- Elze (3054 Einwohner)
  - mit Siedlung Langeloh
  - und Weilersiedlung Wasserwerk Elze-Berkhof
- Gailhof (664 Einwohner)
  - mit Siedlung Hessenweg
  - und Weilersiedlung Mohmühle
- Hellendorf (1441 Einwohner)
- Meitze (728 Einwohner)
  - mit Weilersiedlung Meitzer Busch
- Mellendorf (6678 Einwohner)
  - mit Weilersiedlung Brelinger Straße
- Negenborn (819 Einwohner)
  - mit Siedlung Hühnerberg
  - und Weilersiedlung Im Hagen/Im Walde
  - und Weilersiedlung An der Düpe
- Oegenbostel (389 Einwohner)
  - mit Bestenbostel
  - und Weiler Ibsingen
- Resse (2563 Einwohner)
  - mit Siedlung Lönswinkel
  - und Siedlung Osterbergstraße
- Scherenbostel (1113 Einwohner)
  - mit Schlage-Ickhorst
    - Weiler Schlage
    - und Siedlung Ickhorst

  - und Wiechendorf
  - und Siedlung Buchholz
- Wennebostel (735 Einwohner)

(Stand der Bevölkerungszahlen: 31. Dezember 2019)

### Flächenaufteilung
Quelle: Bodenflächen in Niedersachsen nach Art der tatsächlichen Nutzung 2016, Stand: 31. Dezember 2015

## Geschichte

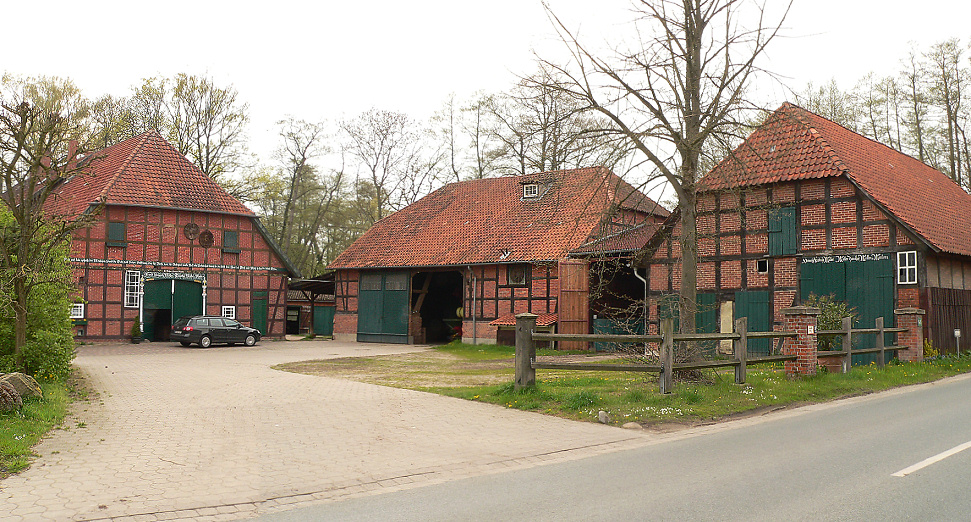
Typischer Bauernhof in der Wedemark

Die heutige Gemeinde Wedemark ist durch den freiwilligen Zusammenschluss mehrerer Siedlungen für gegenseitige Schutz- und Hilfeleistung entstanden. Der Name „Wedemark“, der auf eine „Mark“, einen Grenzbereich, hinweist, soll auf die Adelsfamilie der Billunger zurückgehen, die zwischen 950 und 1106 in den sächsischen Gauen herrschte. Lage oder gar Existenz der Mark der Billunger sind nicht belegt. Mitte des 16. Jahrhunderts hatte man im östlichen Teil der Wedemark die Amtsvogtei Bissendorf eingerichtet. Sie und die Amtsvogtei Burgwedel unterstanden der herzoglichen Vogtei in Celle. In Brelingen, auf dem Brelinger Berg und in Mellendorf hielten die herzoglichen Vögte Gericht. Die Lüneburger Amtsvogtei Bissendorf grenzte im Süden und Westen an das Fürstentum Calenberg, hier an das Amt Langenhagen sowie an die Ämter Ricklingen und Neustadt am Rübenberge. Im Norden und Osten lagen die Vogteien Burgwedel, Essel und Winsen. Der Fluss Wietze bildete die natürliche Grenze zwischen den Amtsvogteien Bissendorf und Burgwedel sowie zwischen den Bistümern Minden und Hildesheim.
Landwirtschaftlich war der überwiegend sandige, anderenorts aber moorige und sumpfige Boden (Bissendorfer Moor) um Mellendorf kaum ertragreich. Nur anspruchsloser Buchweizen konnte angebaut werden. Pferde-, Ochsen- und Honighandel waren Erwerbsgrundlage. Im Jahre 1854 errichtete man in Mellendorf eine Windmühle; Wind- und Wassermühlen prägten im 19. Jahrhundert das Landschaftsbild der Wedemark. Am Mellendorfer „Lönssee“ war eine Ziegelei aufgebaut worden, die den hier lagernden Ton verarbeitete. Die Wirtschaftsentwicklung der strukturschwachen Wedemark begann mit der Anlage der Eisenbahnstrecke Langenhagen–Schwarmstedt, die 1889 in die Flurräume von Bissendorf und Mellendorf gelegt wurde. Zwei Jahre später legte man die Bahnhöfe in Bissendorf, Mellendorf, Bennemühlen, Lindwedel und Hope an.
Mit dem Gesetz zur Bildung des „Großraumes Hannover“ von 1962 gliederte man den Landkreis Burgdorf, zu dem seinerzeit die heutigen Wedemärker Ortsteile gehörten, in diesen Zweckverband ein. Durch das „Hannover-Gesetz“, eine Gebietsreform zum 1. März 1974, wurden die vorher 16 selbstständigen Gemeinden (Auflistung siehe Stadtgliederung) zur Gemeinde Wedemark zusammengefasst, die seither deren 16 Ortsteile bilden. Der Name „Wedemark“ wurde gewählt, weil es eine historische und naturräumliche Landschaftsbezeichnung ist, in der die Ortsteile liegen. Ein gleichnamiger Ort existiert nicht. Als Verwaltungszentrum wurde das zentral gelegene Mellendorf bestimmt. Seit dem 1. November 2001 gehört die Gemeinde Wedemark zur Region Hannover. 2011 wurde ein 17. Ortsteil geschaffen, indem die zu Wennebostel und Bissendorf gehörenden Siedlungen Wennebostel-Wietze und Bissendorf-Wietze zum neuen Ortsteil Bissendorf-Wietze zusammengelegt wurden.
Einwohnerentwicklung
Die Gemeinde gilt als vornehme Wohnregion und liegt im nördlichen Einzugsbereich der Landeshauptstadt Hannover. Sie belegt beim durchschnittlichen Pro-Kopf-Einkommen einen Platz unter den ersten drei Kommunen in Niedersachsen. Die Gemeinde besteht aus einigen Dörfern (Ortsteilen), die durch gute Verkehrserschließung (S-Bahn Hannover, die Nähe zu den Autobahnen A 2 und A 7) und durch gute Naherholungsmöglichkeiten (Nähe zur Lüneburger Heide und relativ schnelle Erreichbarkeit von Harz sowie Nord- und Ostsee) eine hohe Attraktivität besitzt.
Durch die Nähe zur Landeshauptstadt und die S-Bahn-Verbindung im Jahr 2000 ist die Gemeinde seit den 1970er Jahren von damals 24.000 Einwohnern auf heute rund 29.000 Einwohner schnell gewachsen und ein bevorzugter Wohnort geworden.

## Politik

Das Logo der Gemeinde Wedemark

### Rat der Gemeinde Wedemark

#### Kommunalwahl 2021
Bei der Kommunalwahl am 12. September 2021 gingen in der Gemeinde Wedemark 65,3 % der Wahlberechtigten zur Wahl und vergaben die 36 Sitze im Gemeinderat so: SPD 11 Sitze, CDU 11 Sitze, GRÜNE 6 Sitze, FDP 2 Sitze und AfD 2 Sitze. Weiter erhielten je einen Sitz Tierschutzpartei sowie die Wählervereinigungen WFW, WPW und WWR. Von den Mitgliedern des Gemeinderates sind 13 Frauen.

#### Kommunalwahl 2016
Die Kommunalwahl am 11. September 2016 hatte zu folgender Sitzverteilung geführt: SPD 11 Sitze, CDU 13 Sitze, Grüne 3 Sitze, FDP 2 Sitze, AfD 2 Sitze. Je einen Sitz erhielten Wählergruppe WGW, Bündnis C – Christen für Deutschland, die Linke und die Wählergruppe WWR Hinzu kam ein fraktionsloses Ratsmitglied.

### Bürgermeister
Seit dem 9. Februar 2014 ist Helge Zychlinski (SPD) Bürgermeister der Gemeinde Wedemark. In der Stichwahl zum Bürgermeister 2021 wurde Zychlinski mit 54,40 Prozent im Amt bestätigt. Gegenkandidat war Marco Zacharias (CDU). Seine Stellvertreterinnen und sein Stellvertreter sind Jessica Borgas (CDU), Susanne Brakelmann (CDU) und Jean-Pascale Schramke (SPD).

### Ortsräte
Die Ortsteile der Gemeinde Wedemark werden von insgesamt 77 Ratsmitgliedern in elf Ortsräten vertreten. Seit der Kommunalwahl 2021 verteilen diese sich wie folgt:
| Ortsteile                          | SPD | CDU | Grüne | FDP | BC | WG | parteilos | ∑  |
| ---------------------------------- | --- | --- | ----- | --- | -- | -- | --------- | -- |
| Bissendorf                         | 2   | 4   | 2     | 1   | -  | -  | -         | 9  |
| Bissendorf-Wietze                  | 2   | 3   | 1     | 1   | -  | -  | -         | 7  |
| Brelingen                          | 1   | 2   | 1     | -   | -  | 3a | -         | 7  |
| Hellendorf                         | 2   | 2   | -     | -   | 1  | -  | -         | 5  |
| Resse                              | 2   | 1   | -     | -   | -  | 4b | -         | 7  |
| Scherenbostel                      | 1   | 2   | 1     | 1   | -  | -  | -         | 5  |
| Abbensen, Duden-Rodenb., Negenborn | 4   | 2   | 1     | -   | -  | -  | -         | 7  |
| Elze, Meitze                       | 3   | 3   | 1     | 1   | -  | 1c | -         | 9  |
| Bennemühlen, Berkhof, Oegenbostel  | -   | 3   | -     | -   | -  | 4b | -         | 7  |
| Mellendorf, Gailhof                | 3   | 3   | 2     | 1   | -  | -  | -         | 9  |
| Wennebostel                        | -   | 3   | 1     | -   | -  | -  | 1d        | 5  |
| ∑                                  | 20  | 28  | 10    | 5   | 1  | 12 | 1         | 77 |

a Wählergemeinschaft Wedemark, b Wählergemeinschaft Wedemark Resse, c Wählergemeinschaft Pro Wedemark, d Einzelkandidat: Bernd Schrader

### Wappen
Der Entwurf des Kommunalwappens der Gemeinde Wedemark stammt von dem Heraldiker und Autor Werner Kaemling, der zahlreiche Wappen in der Region Hannover erschaffen hat. Die Genehmigung des Wappens wurde durch den Landkreis Hannover am 20. Februar 1979 erteilt.
| Wappen von Wedemark | Blasonierung: „In Gold ein grüner Eichbaum mit sechzehn Blättern und drei Eicheln, der aus einem grünen Berg im Schildfuß herauswächst; vor dem Stamm des Baumes ein schreitender, blauer Löwe, rotbewehrt und rotbezungt, über einer silbernen Wolfsangel.“ |
| Wappen von Wedemark | Wappenbegründung: Der grüne Berg symbolisiert das Landschaftsschutzgebiet Brelinger Berge inmitten der Gemeinde; der Eichbaum verweist auf die ehemals dichten Eichenwälder und auf den auch heute noch reichen Bestand (Wede = Wald oder Holzung). Die 16 Blätter stehen für die ursprünglichen 16 Ortsteile (seit 2011: 17), die drei Eicheln für die ehemals bestehenden Samtgemeinden Bissendorf, Mellendorf und Elze. Der blaue Löwe gemahnt an die jahrhundertelange Einbindung des Gemeindebereiches in das welfische Teilfürstentum Lüneburg. Die Wolfsangel erinnert an die Zugehörigkeit des Gebietes der neugebildeten Gemeinde zum ehemaligen Landkreis Burgdorf. |

Die weitere Verwendung der Wolfsangel im Wappen wurde vom Gemeinderat im Jahr 2014 diskutiert. Das Symbol wurde 1935 vom Landkreis Burgdorf zusammen mit einem Wolfskopf für sein Wappen gewählt, abgeleitet vom Buch „Der Wehrwolf“ von Hermann Löns, das im Bereich des Landkreises spielt. Der Gemeinderat beschloss, keine Änderungen vorzunehmen, aber auf die historischen Zusammenhänge hinzuweisen.

### Flagge

Flagge der Gemeinde Wedemark

Die Flagge der Gemeinde Wedemark ist längs geteilt in den Farben Grün-Gelb mit dem Gemeindewappen in der Mitte.

### Städtepartnerschaften
Die Wedemark unterhält mit der französischen Stadt Roye seit März 1984 eine Städtepartnerschaft. Seit 2009 unterhält die Gemeinde enge Kontakte zur schwedischen Gemeinde Gislaved.
Daneben unterhalten und pflegen die Schulen Kontakte zu ausländischen Partnerschulen, wie das Gymnasium zur englischen Stadt Horncastle.

## Religion

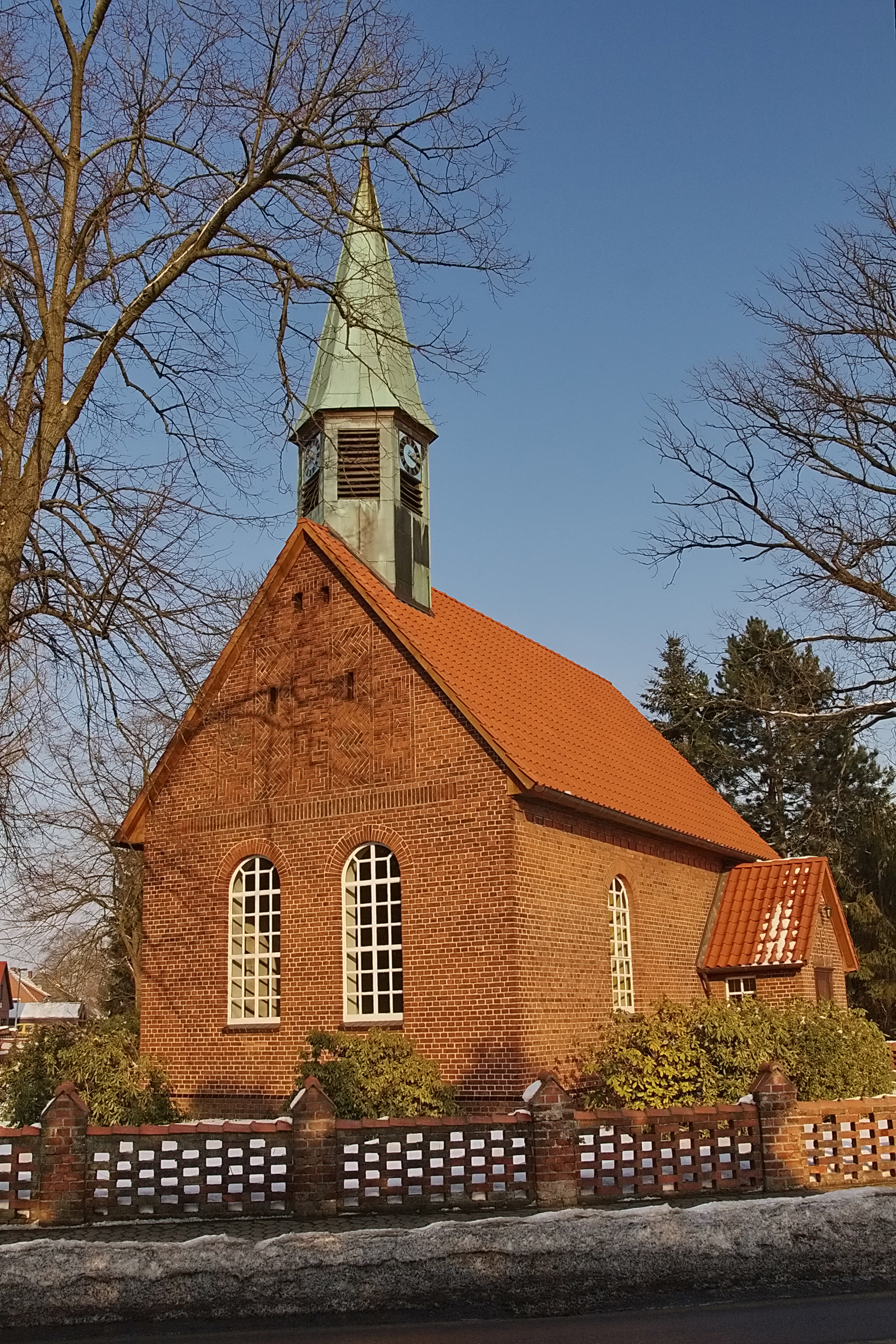
Johanniskapelle in Abbensen

- Vorreformatorische

Auf einer Anhöhe in Mellendorf wurde in unmittelbarer Nähe des Meierhofes im 13. Jahrhundert eine Kapelle erbaut, die der Michaelispfarrei in Bissendorf angehörte. Der Kirchbau war vermutlich eine „Eigenkirchengründung“ der Familie „von Melliendorff“ und wurde von ihr als Pfarrstelle wirtschaftlich ausgestattet. Der Sprengel der dem Heiligen St. Georg geweihten Pfarrkirche umschloss nur die Siedlung Mellendorf. Bereits mit der Siedlungsnennung von Mellendorf 1225 wurde auch die Kapelle erwähnt, die 1330/1350 in den Urkunden als Pfarrkirche erscheint. Ihre diözesane Zugehörigkeit ist umstritten, da Mellendorf im direkten kirchlichen Grenzgebiet zwischen Minden und Hildesheim liegt; vermut wird eine Zugehörigkeit zum Bistum Hildesheim. Die Patronatsrechte über die St.-Georg-Kapelle standen den „Herren von Melliendorff“, dann den Herzögen von Braunschweig-Lüneburg zu.
- Evangelisch-lutherische

Da auch Herzog Ernst der Bekenner (1497–1546), der während der dortigen Tätigkeit Martin Luthers Student in Wittenberg gewesen war und den evangelischen Glauben angenommen hatte, diese Patronatsrechte beanspruchte, ließ er Mellendorf bereits 1527 visitieren. Seit 1529 wurde hier evangelischer Gottesdienst gehalten.
- Evangelisch-Freikirchliche

Seit 2001 gibt es im Ortsteil Brelingen eine Evangelisch-Freikirchliche Gemeinde (Brüdergemeinde).
- Katholische

Bewohner mit katholischem Glauben waren in Mellendorf selten; 1895 lebten 19 Katholiken im Ort. Sie wurden von der St. Bernwardpfarrei in Lehrte seelsorglich betreut. Bis 1957 gehörten sie kirchenrechtlich zur Pfarrei St. Ludwig in Celle. Nach 1945 stieg die Anzahl der Katholiken durch den Zustrom der Heimatvertriebenen und Flüchtlinge auf 1400. Zahlreiche Katholiken aus Ostpreußen und Schlesien lebten in Mellendorf. Ihre seelsorgliche Betreuung übernahm St. Marien in Langenhagen; die etwa 15 km entfernt liegende Kirche wurde von den Wedemärker Katholiken teilweise zu Fuß besucht. Nach Anstellung eines eigenen Seelsorgers wurde 1946 die erste Heilige Messe in einem Gasthaus in Mellendorf gehalten. Bald darauf mietete man eine Baracke, die bis zum Bau der Pfarrkirche 1959 als Kapelle genutzt wurde. Mellendorf war Seelsorgestation, die ein Gebiet von 242 km² umfasste. Außengottesdienststationen richtete man in Abbensen, Bissendorf/Wietze, Elze, Fuhrberg, Oegenbostel, Resse und Hope ein, wo in den evangelischen Kirchen die Hl. Messe gefeiert wurde. Da sich besonders Mellendorf zum wirtschaftlichen Mittelpunkt der Wedemark entwickelt hatte, wurde hier in den Jahren 1958–1959 eine neue Kirche gebaut. Maria Immaculata wurde 1958 als Kirchenpatronin gewählt; dies aus Anlass der Jahrhundertfeier in Lourdes. Mit Wirkung vom 1. Juli 1957 richtete Bischof Heinrich Maria Janssen (1957–1982) die kath. Kirchengemeinde (Kuratie) Maria Immaculata in Mellendorf ein. Ihr Seelsorgesprengel umfasste 29 Ortschaften, von denen 26 im Landkreis Burgdorf und zwei im Landkreis Fallingbostel lagen. Den weitaus größeren Gemeindeanteil, ca. 95 %, stellten die Heimatvertriebenen. Daneben lebten in der Kirchengemeinde 4 % Evakuierte und 1 % einheimische Katholiken. Im Jahre 1958 betreute man insgesamt 1655 Gemeindemitglieder. 1970 erhielt die Mellendorfer Kirchengemeinde Pfarrkreistatus. Ihr Seelsorgesprengel umfasst das Gebiet der Einheitsgemeinde Wedemark. Die Ortschaft Fuhrberg wurde 1970 in die Paulusgemeinde nach Burgwedel umgepfarrt.

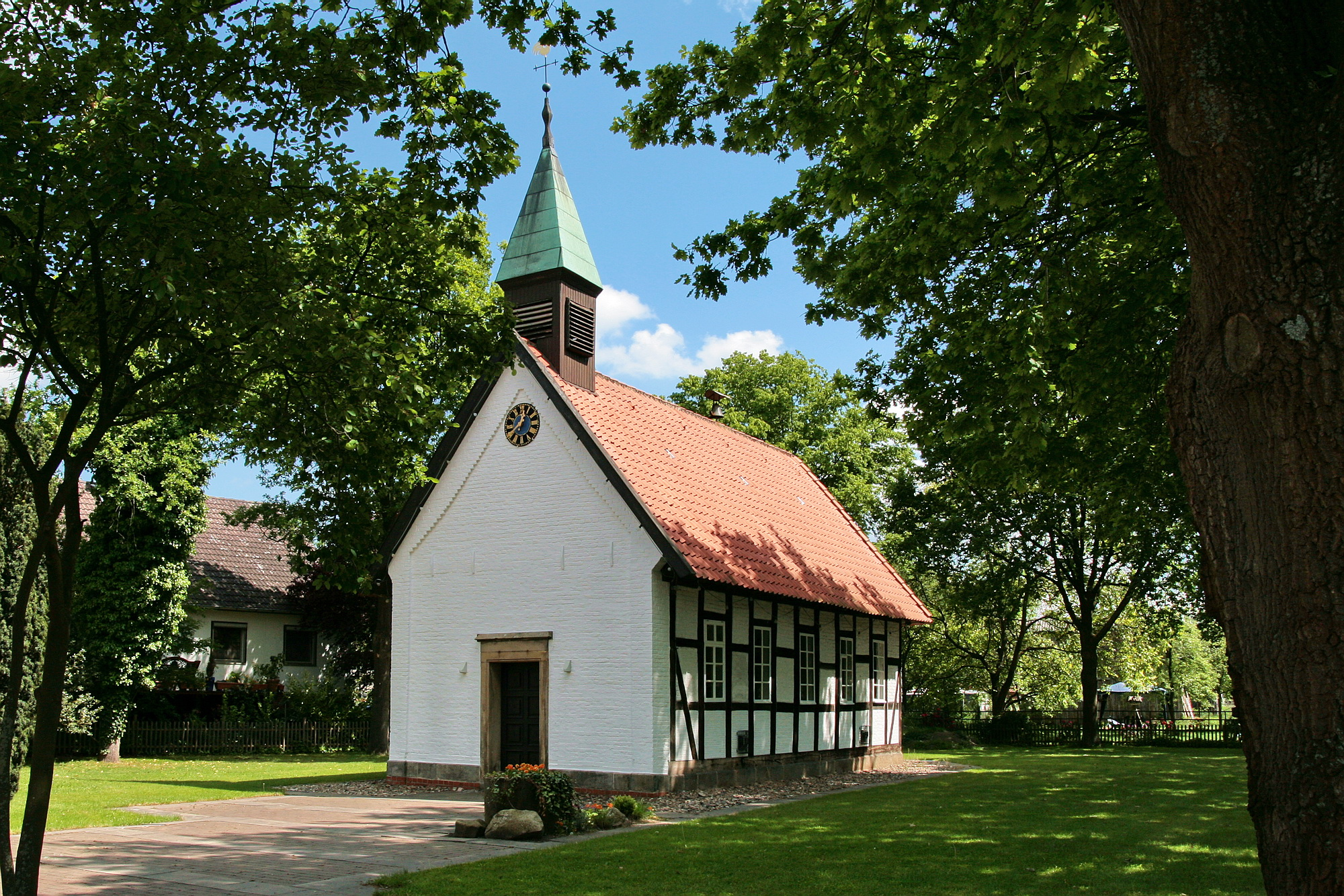
Kapelle von 1693 in Negenborn
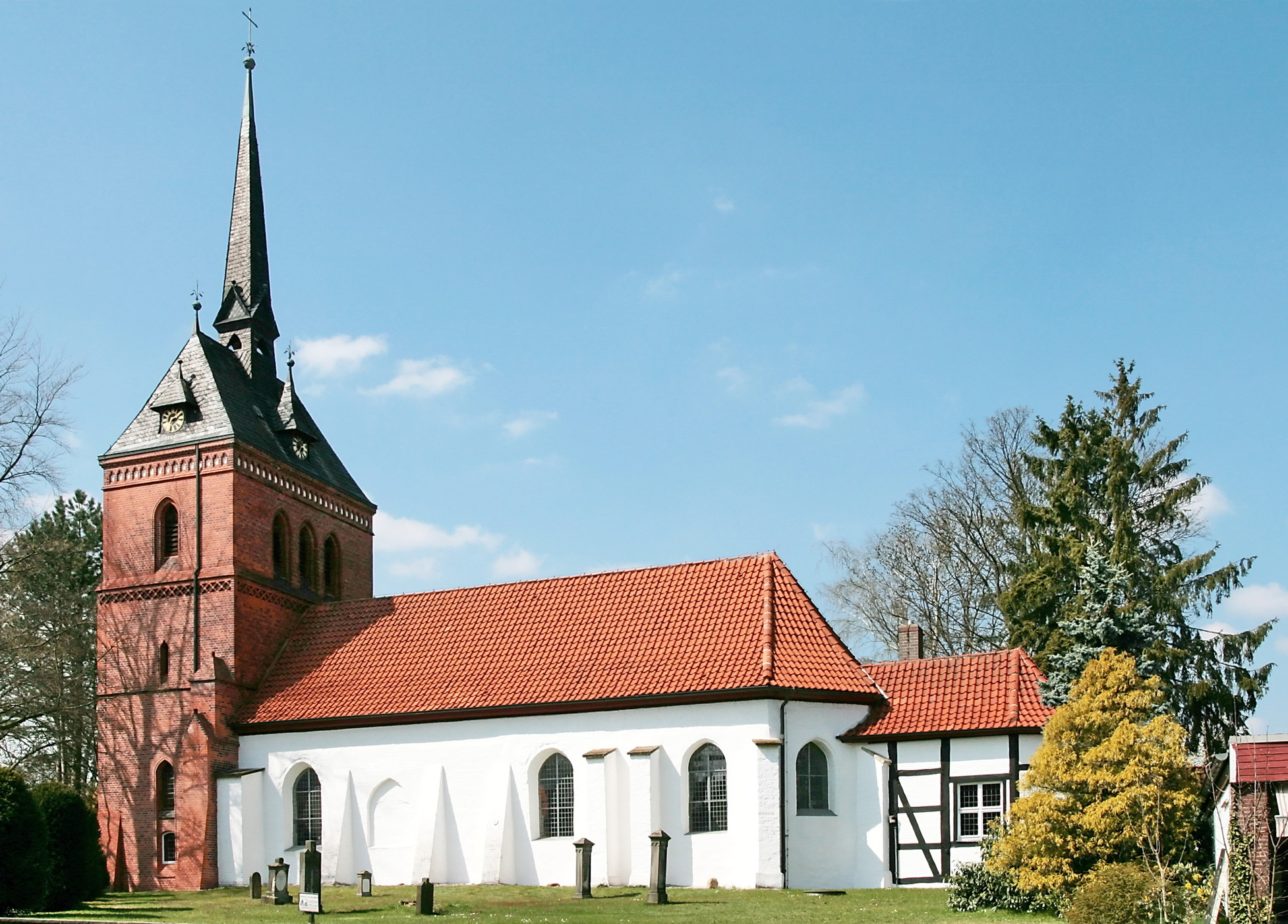
St.-Georgs-Kirche in Mellendorf
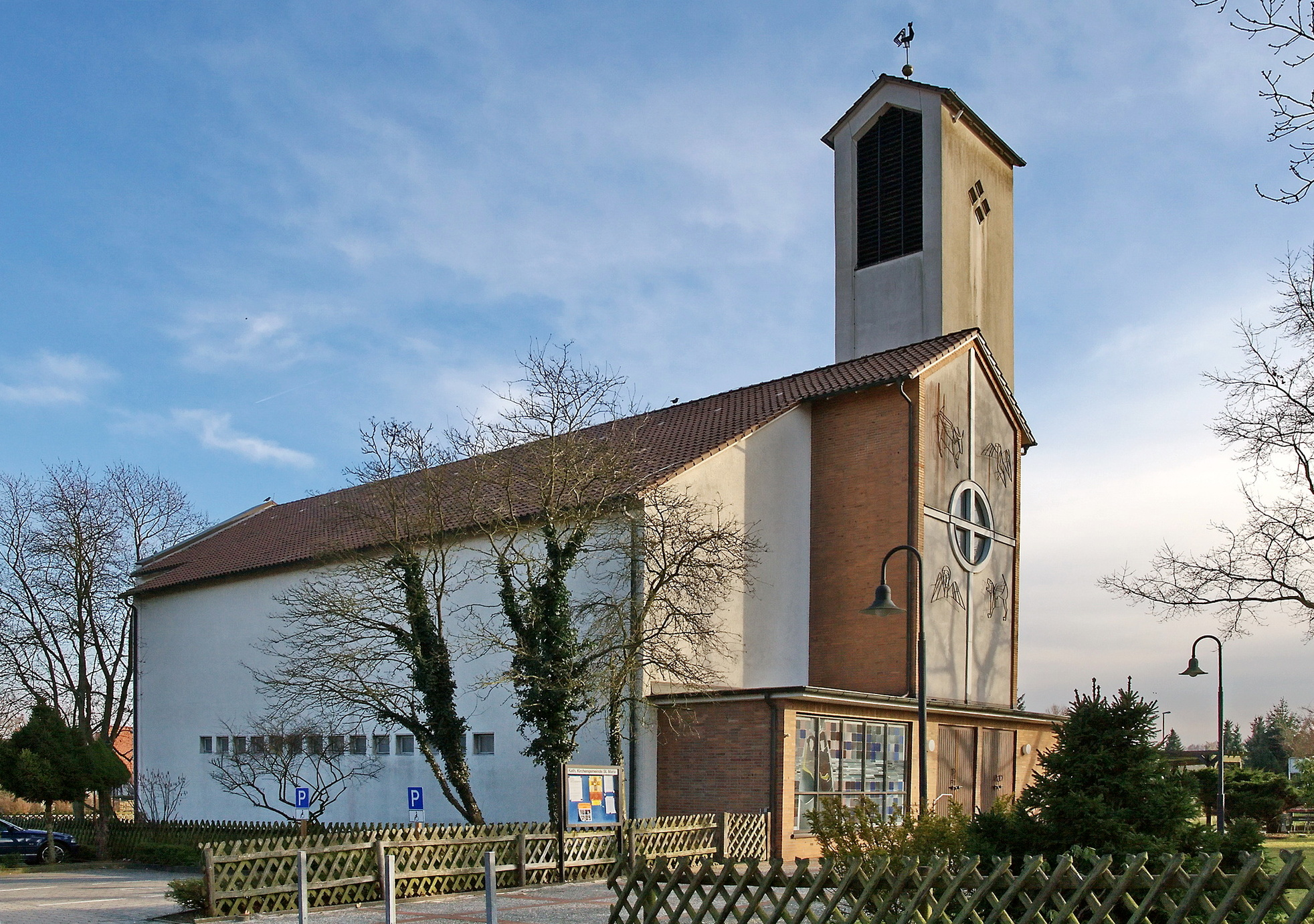
St.-Marien-Kirche in Mellendorf
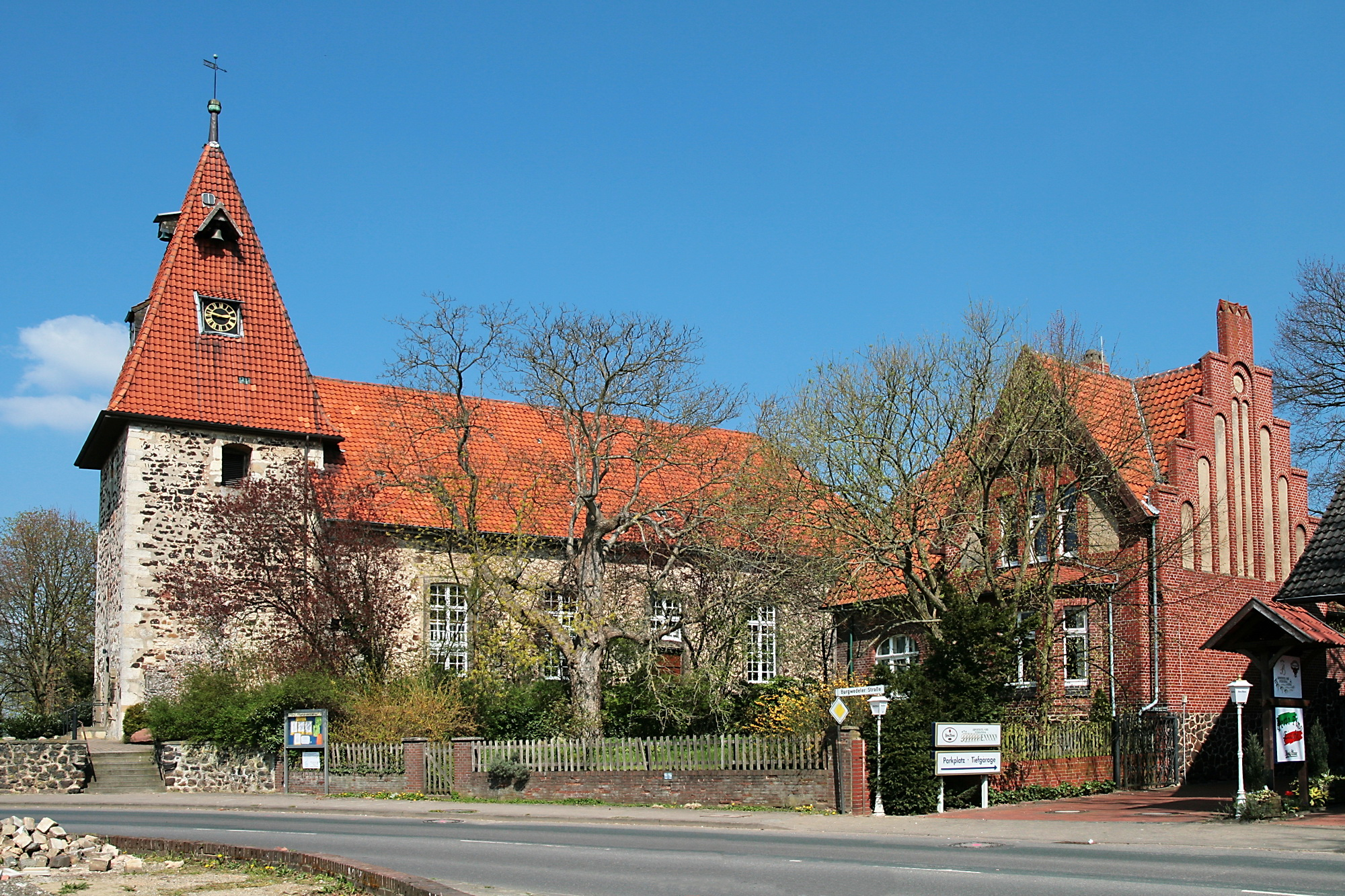
Michaeliskirche in Bissendorf

## Kultur und Sehenswürdigkeiten

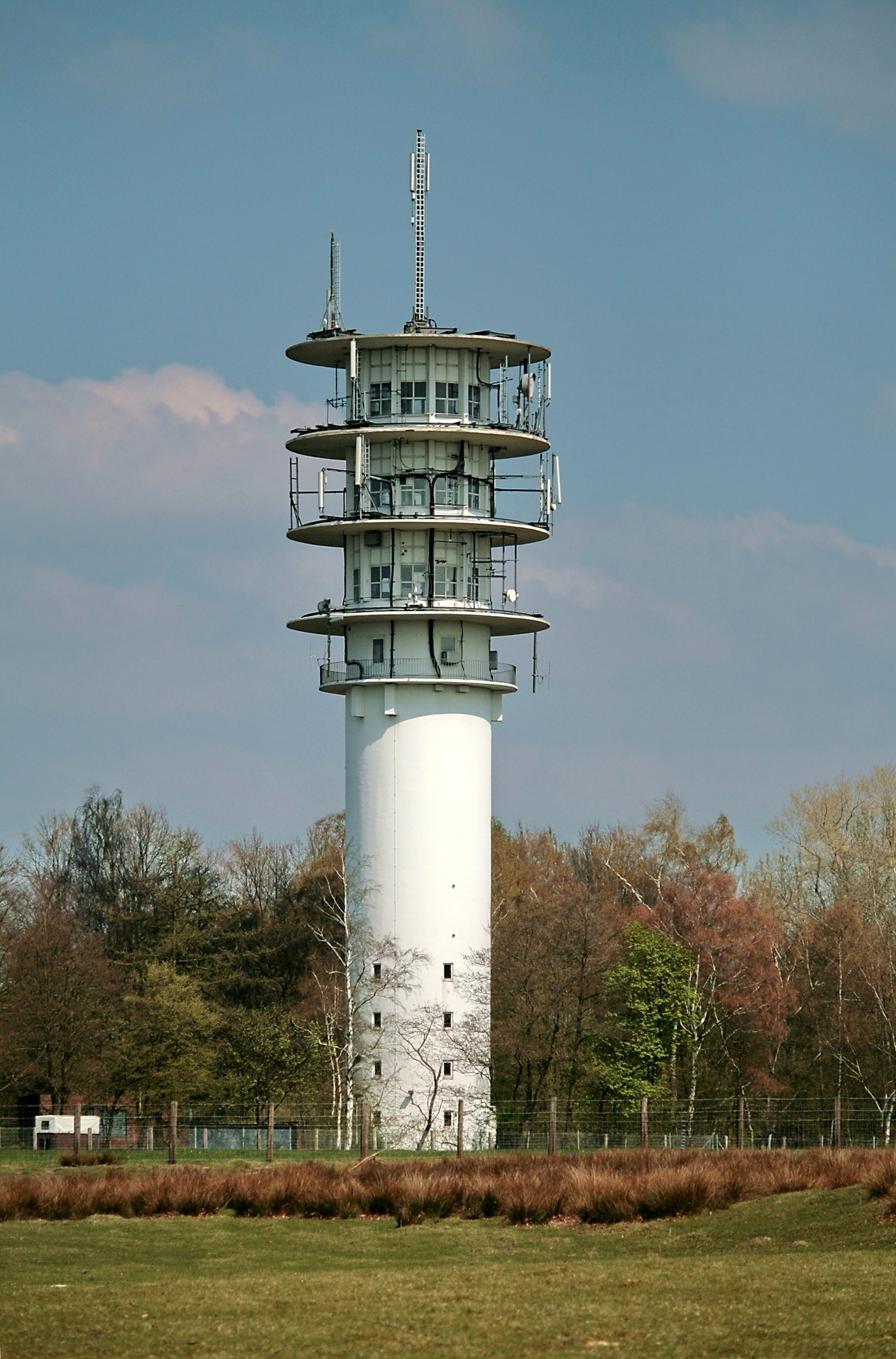
Fernmeldeturm Mellendorf

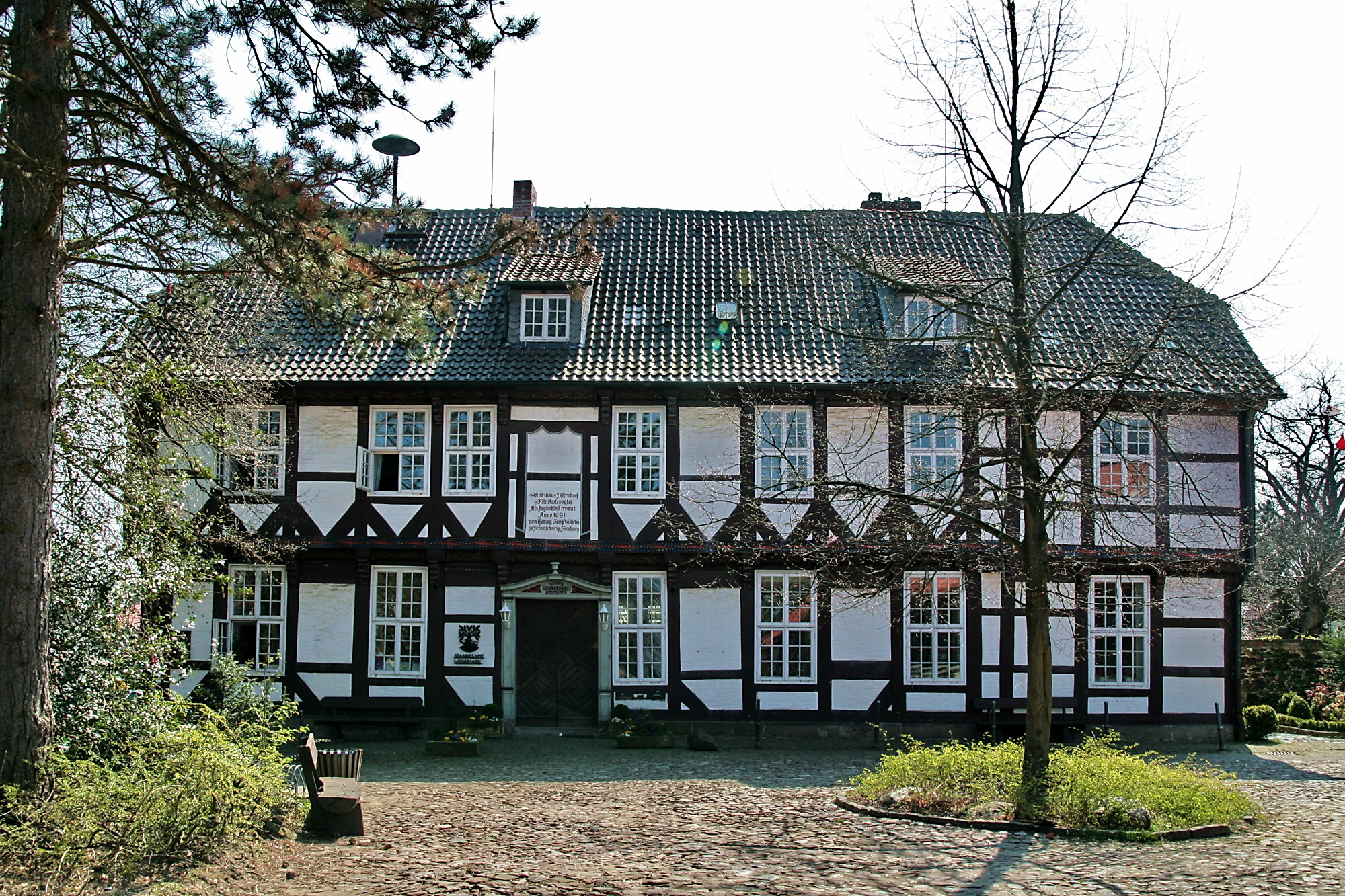
Amtshaus und Standesamt in Bissendorf

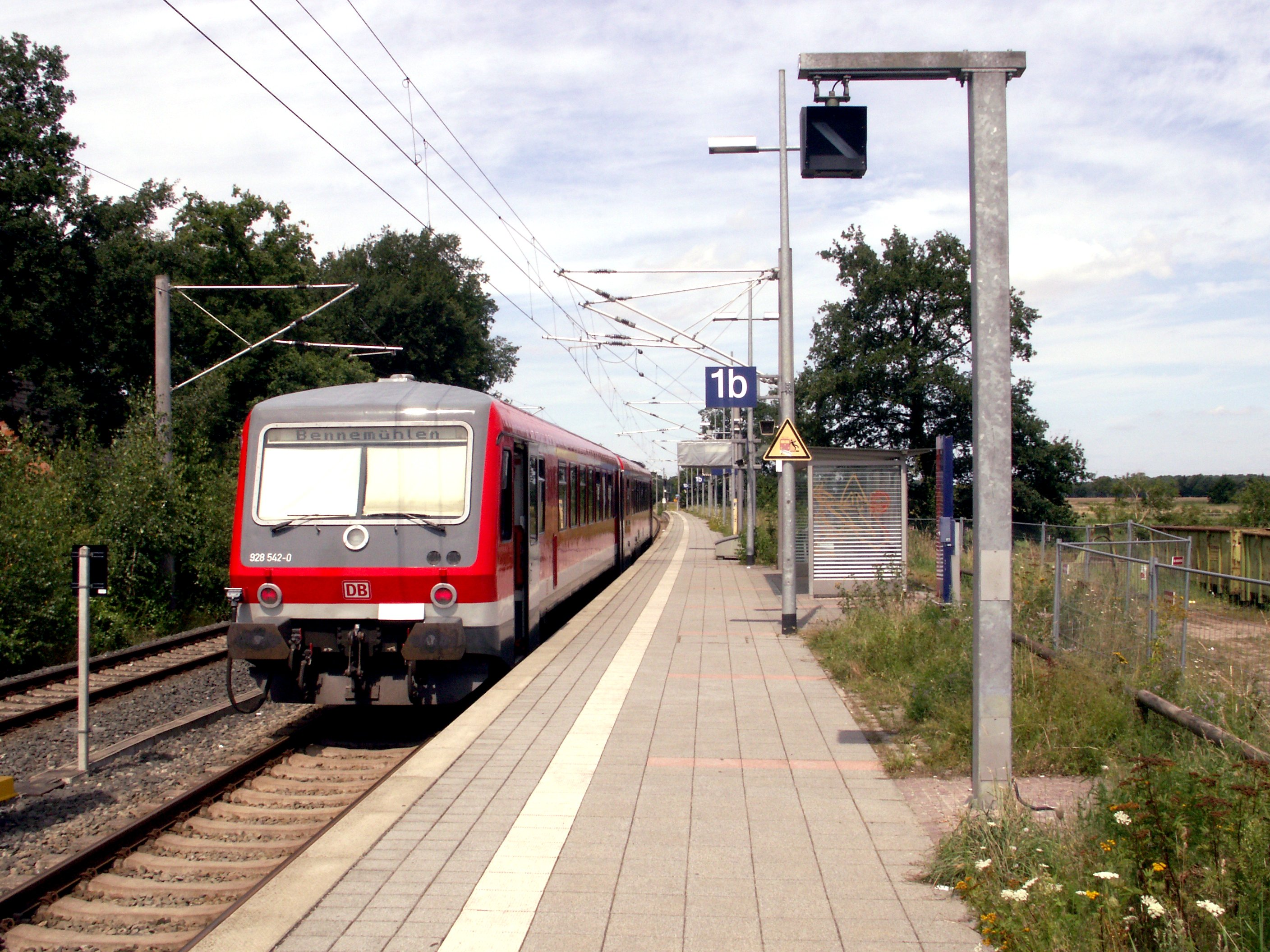
Bahnhof Bennemühlen an der Heidebahn

### Bauwerke
- Im Ortsteil Abbensen steht die Ruine einer im Jahre 1825 errichteten Erdholländer-Windmühle sowie die 1912 erbaute Johanniskapelle.
- In Bissendorf wurde 1691 mit dem Amtshaus einer der schönsten Profanbauten der Wedemark errichtet, welches heute unter anderem das Standesamt beherbergt. Dem Amtshaus gegenüber befindet sich die Michaeliskirche mit ihrem Turm aus dem 13. Jahrhundert.
- In einem Wald in Bissendorf-Wietze befindet sich die 1928 errichtete Eichenkreuzburg.
- In Brelingen steht die 1849 erbaute evangelische St.-Martini-Kirche, eine Hallenkirche, die vom Konsistorialbaumeister Hellner aus Hannover entworfen wurde.
- Östlich von Elze, hinter der Autobahn A 7 befindet sich das 1911 in Betrieb gegangene Wasserwerk Elze-Berkhof, das heute etwa die Hälfte zur Wasserversorgung der Region Hannover beiträgt.
- Der 61 m hohe Fernmeldeturm Mellendorf ist einer ältesten deutschen Fernmeldetürme in Stahlbetonbauweise. Die Deutsche Bundespost errichtete ihn 1951 für die FREDA-Richtfunkgeräte (Frequenzmodulierte Dezimeterwellen-Anlage) der Fernseh-Übertragungsstrecke Hamburg–Köln des damaligen NWDR. Der Turm auf der Friedrichshöhe am Mellendorfer Ortsrand mit einem Betriebsraum in 27 Metern Höhe gehört heute der Deutschen Funkturm (DFMG), einer Tochtergesellschaft der Deutschen Telekom.
- Eins der ältesten Gasthäuser der Wedemark und heute ein Baudenkmal, ist das Gasthaus Stucke von 1624 an der Kreuzung Wedemarkstraße zur Bissendorfer Straße in Mellendorf.
- Die Mellendorfer St.-Georg-Kirche wurde im Jahr 1225 erstmals urkundlich erwähnt, 1497 wesentlich erweitert und in den folgenden Jahrhunderten weiter so verändert, wie sie heute zu sehen ist.
- In Negenborn wurde die Wassermühle im heutigen Gebäude von 1779 bis 1966 betrieben, auch wenn gesichert ist, dass hier bereits seit 1644 eine Wassermühle mit dem zugehörigen Hof bewirtschaftet wurde. Hier steht auch die Fachwerkkapelle von 1693, die auf dem Fundament der Vorgängerkapelle errichtet wurde.
- Im Ort Wennebostel steht ein 850 Jahre altes Naturdenkmal, die größte Eiche des Dorfes. Die „Mackensen-Eiche“ steht auf dem Forsthof, dem früheren, 1900 nach Fuhrberg verlegten Dienstsitz des Försters.
- Quer durch die Gemeinde läuft die Strecke 24, eine während des Baus wieder aufgegebene Reichsautobahn aus den 1940er Jahren, die ihre am besten zu erkennenden Überbleibsel nördlich von Resse hat.

### Grünflächen und Naherholung
- Der Brelinger Berg ist ein beliebtes Wander- und Naherholungsgebiet. Als Projekt der Gartenregion Hannover entstand seit 2006 der Geologische-Erlebnispfad Bewegte Steine, ein 5,5 km langer Rundweg auf der Nord- und Ostseite der Brelinger Berge. Elf Stationen geben auf der Strecke Auskunft über die eiszeitliche Entstehungsgeschichte und die mit ihr verbundenen Phänomene. Die bisher letzte Station ist ein bewegter Stein, der von den Besuchern auf Schienen bewegt werden kann.
- Westlich von Bissendorf auf halber Strecke nach Resse liegt das Bissendorfer Moor mit dem bereits in Langenhagen gelegenen Muswillensee.
- Das im Osten von Elze liegende, etwa 400 ha große Waldgebiet des Forst Rundshorn hat große Bedeutung als Trinkwassergewinnungsgebiet und Wasserschutzgebiet für die Stadt Hannover sowie als Naherholungsgebiet in der Region Hannover.

### Sport
Im Mellendorfer Eisstadion, das aus Sponsoring-Gründen heute Hus de Groot Eisarena heißt, spielte seit 1975 der ESC Wedemark Eishockey unter der Federführung des ehemaligen CDU-Landtagsabgeordneten Jochen Haselbacher. Der Club stieg 1996 in die Deutsche Eishockey Liga auf und spielte dort unter dem Namen Wedemark Scorpions und seit 1997 Hannover Scorpions. Bekanntester Eishockeyprofi des Clubs war Leonard Soccio. Die Scorpions zogen 2001 in die TUI Arena in Hannover um und verkauften 2013 ihre Lizenz nach Schwenningen. Heute spielt der Nachfolgeverein Hannover Scorpions, der 2013 gegründet wurde und 2017 mit dem einstigen Scorpions-Stammverein ESC Wedemark Scorpions fusioniert wurde, in der Oberliga Nord. Mehrere hundert Zuschauer besuchen regelmäßig die Spiele.
Des Weiteren haben sich die Bissendorfer Panther als Inline-Skaterhockey Team deutschlandweit einen Namen gemacht. Die Fußball-Damenmannschaft des Mellendorfer TV spielte in den Saisons 2008/2009 sowie 2011/2012 in der 2. Fußball-Bundesliga der Frauen. In der Gemeinde Wedemark existiert eine DLRG-Ortsgruppe.
Die Gemeinde ist Sitz des Bundesverbandes für klassisch-barocke Reiterei Deutschland e. V.

## Wirtschaft und Infrastruktur

### Unternehmen

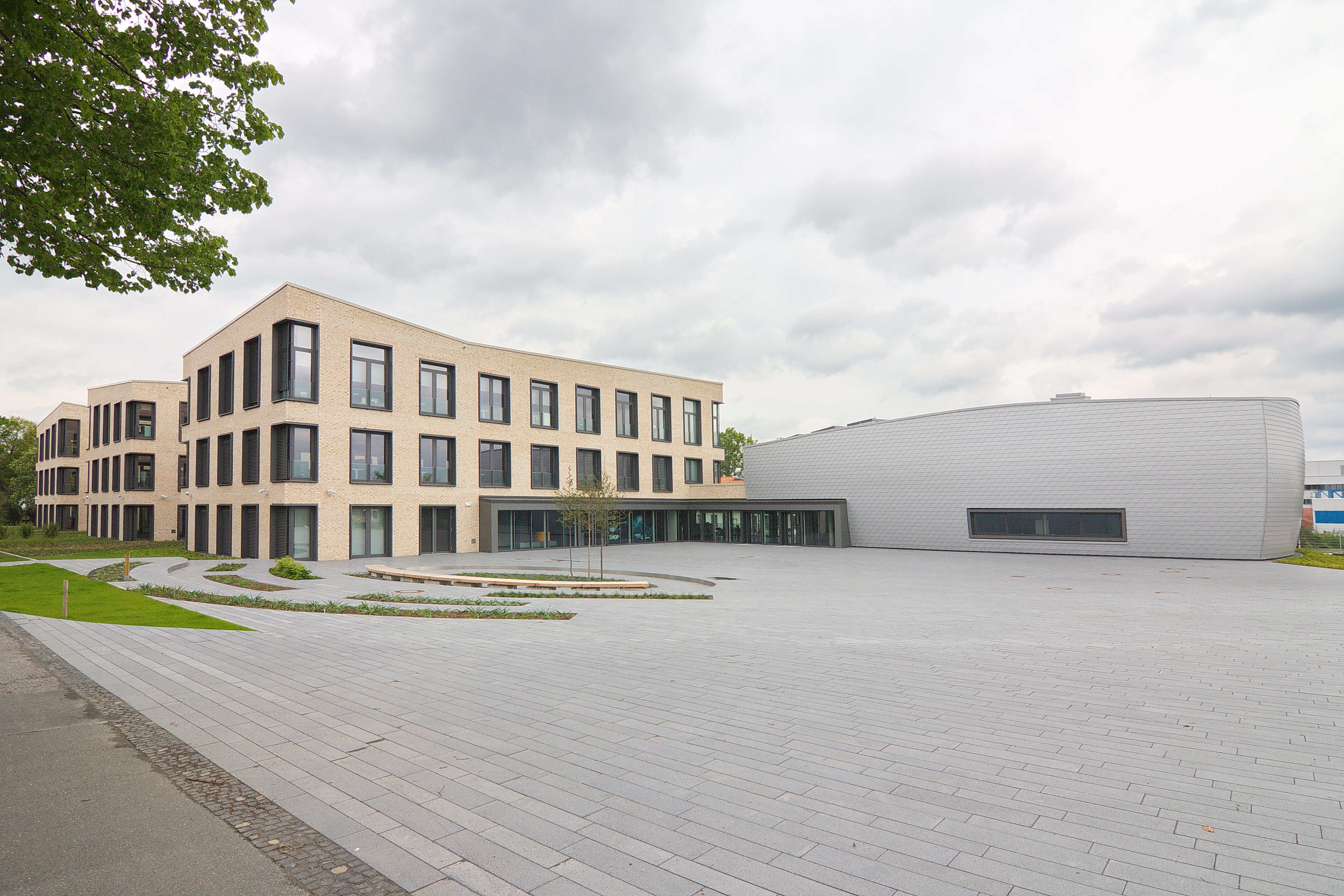
Firmensitz Sennheiser in Wennebostel

Um 1900 förderte man in Mellendorf Sand und Kies, der im benachbarten Hannover verkauft wurde. 1926 ließ sich im Ort ein Emaillierwerk nieder. Eine Kartonagen- und Elektronikfirma sowie zahlreiche mittelständische Einzelhandelsbetriebe boten damals Arbeitsplätze an. Durch die überaus rege Bautätigkeit gewann vorübergehend die Sand- und Kiesförderung wieder an Bedeutung.
Die Gemeinde Wedemark ist heute nicht nur Industrie- und Gewerbestandort, sondern auch Wohngemeinde in unmittelbarer Nähe zum Industriezentrum Hannover. Spezialisierte Firmen mit teilweise europäischer Marktgeltung haben hier ihren Sitz, darunter der Audiotechnikhersteller Sennheiser mit rund 1200 Beschäftigten in der Gemeinde Wedemark.
Der Plan des Bauunternehmens Günter Papenburg, zwei Kiesabbaugebiete mit einem Durchstich durch den Rücken des Brelinger Berges zu verbinden, traf 2012 wegen der damit verbundenen Gefährdungen von Ökologie und Naherholung auf entschiedenen Widerstand und wurde abgewiesen.

### Öffentliche Einrichtungen
Für das Gebiet der Gemeinde Wedemark ist ein Polizeikommissariat zuständig, das seinen Sitz in Mellendorf hat.

### Bildung

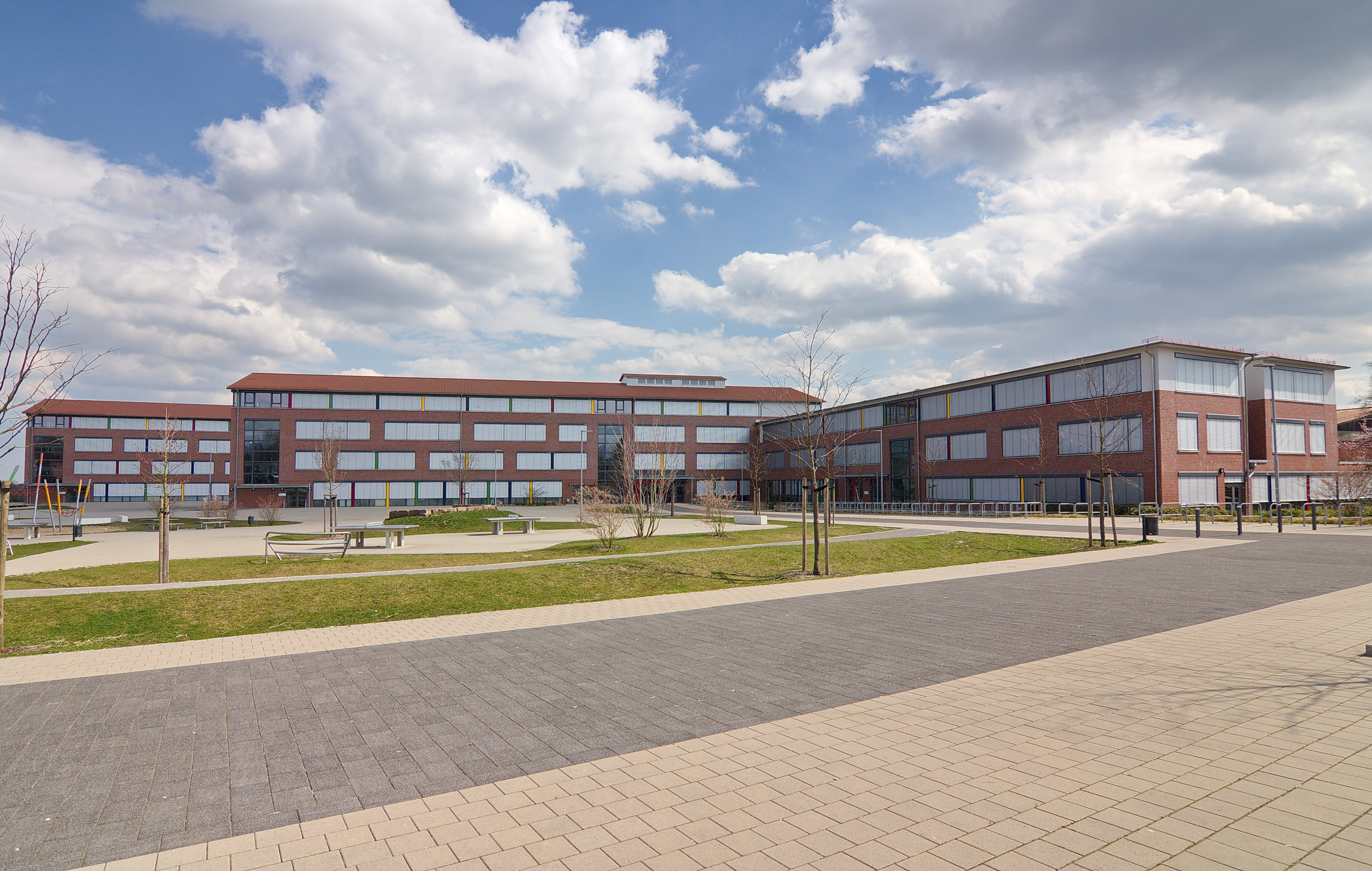
Schulzentrum in Mellendorf

In den größeren Ortsteilen befinden sich insgesamt sechs öffentliche Grundschulen sowie eine Montessori-Grundschule.
Alle weiterführenden Schulen der Gemeinde, das Gymnasium Mellendorf, die Realschule Wedemark, die IGS Wedemark und zwei Förderschulen befinden sich im Ortsteil Mellendorf. Sie bilden zusammen mit dem Rathaus den so genannten „Campus W“.

### Verkehr
Die Gemeinde Wedemark ist mit drei Bahnhöfen an die Heidebahn angeschlossen. Es verkehren die Linien RB 38 (Hamburg-Harburg–Soltau–Hannover) sowie die Linie S 4 der S-Bahn Hannover. Die S-Bahn verbindet die Ortsteile Elze-Bennemühlen, Mellendorf und Bissendorf mit Hannover und Hildesheim. Die Regionalbahnlinie hält lediglich in Mellendorf. Die anderen Ortsteile werden untereinander durch Buslinien der Regio Bus Hannover verbunden.
Am östlichen Rand der Gemeinde verläuft die Bundesautobahn 7; diese ist über die beiden Anschlussstellen „Berkhof“ und „Mellendorf“ von der Gemeinde aus zu erreichen. Außerdem verläuft die Bundesautobahn 352 durch die Wedemark mit einer Anschlussstelle im angrenzenden Langenhagener Ortsteil Kaltenweide.
Der Flughafen Hannover liegt etwa 10 km von der Gemeinde entfernt.

## Persönlichkeiten
- Heinrich Henstorf (1859–1953), Pädagoge, Heimatforscher
- Gustav Kohne (1871–1961), Pädagoge, Schriftsteller
- Hinrich Braasch (1878–1968), niederdeutscher Schriftsteller
- Fritz Sennheiser (1912–2010), Ingenieur und Unternehmer, erster Ehrenbürger der Gemeinde Wedemark[20]
- Hellmuth Hahn (1927–2015), Heimatforscher, Historiker, Arzt und Kommunalpolitiker
- Helmut König (1930–2021), Musikherausgeber und Liedermacher
- Horst Podlasly (1936–2007), Fußballspieler
- Uli Stein (1946–2020), Cartoonist
- Klaus Meine (* 1948), Sänger der Scorpions, Songwriter
- Henning Glawatz (1949–2025), Brigadegeneral der Bundeswehr, geboren im Ortsteil Hellendorf
- Jürgen Friede[21][22][23] (* 1954), Bildhauer[24]
- Matthias Jabs (* 1955), Gitarrist der Scorpions
- Heinz-Rudolf Kunze (* 1956), Rocksänger, Schriftsteller
- Manfred Kohrs (* 1957), Konzeptkünstler, Ökonom
- Ulrich Tukur (* 1957), Schauspieler und Musiker
- Harald Welzer (* 1958), Soziologe und Sozialpsychologe
- Günter Lenz (* 1959), Politiker (SPD)
- Caren Marks (* 1963), Bundestagsabgeordnete (SPD), Sprecherin der „Arbeitsgruppe Familie, Senioren, Frauen und Jugend“ der SPD-Bundestagsfraktion
- Bettina Reimann (* 1964), Schriftstellerin und Journalistin
- Frank Hanebuth (* 1964), ehemaliger Hells-Angels-Präsident des inzwischen aufgelösten Chapters Hannover
- Michael Schütz (* 1966), Fußballspieler und Trainer
- Rebecca Schamber (* 1975), Politikerin (SPD)
- Janina Depping (1978–2013), Rallyefahrerin
- Rieke de Maeyer (* 1992), belgisch-deutsche Biathletin, aufgewachsen in der Wedemark